# 石原八束
石原 八束（いしはら やつか、1919年（大正8年）11月20日 - 1998年（平成10年）7月16日）は、日本の俳人。

## 生涯
山梨県錦村二之宮（現・笛吹市御坂町二之宮）に生まれる。父親は俳人の石原舟月（起之郎）。本名は「登」であったが、病弱であったため生後一ヶ月で長命を願い「八束」に改名した。
1937年（昭和12年）、父の師である飯田蛇笏に師事する。飯田蛇笏は現在の笛吹市境川町において俳誌「雲母」を主催していた俳人で、八束も「雲母」に投句を始める。1943年（昭和18年）に中央大学法学部を卒業する。戦後は東京世田谷の石原舟月宅に「雲母」発行所が移転され、八束は1947年（昭和22年）より蛇笏の子息・飯田龍太とともに「雲母」編集に携わる。1949年（昭和24年）より三好達治に師事（第一句集『秋風琴』は三好の命名による）。1956年（昭和31年）、「馬酔木」に「内観造型への試論」を発表。
1960年（昭和35年）より、三好を囲む「一、二句文章会」を自宅にて毎月開く。1961年（昭和36年）、俳誌「秋」を松澤昭と共同で創刊、のち主宰。1976年（昭和51年）、第六句集『黒凍みの道』で芸術選奨文部大臣賞受賞。1997年現代俳句協会大賞受賞、同年『飯田蛇笏』で俳人協会評論賞受賞。現代俳句協会および俳人協会で顧問も務めた。1998年7月16日、呼吸不全のため死去。

## 作風
幼時から病弱であり、若い頃には結核で療養を余儀なくされた八束は、蛇笏の主観写生に学びつつ人間の内面を注視する作風を獲得するようになる。その持論である「内観造型」は、外的な自然を諷詠するのではなく、自然の中に身を据えながら人間の内部を見ることを説くもので、「くらがりに歳月を負ふ冬帽子」（『空の渚』所収）はその方法論による代表作である。
その境涯性を持つ句風はのち「黒凍みの道夜に入りて雪嶺顕（た）つ」（『黒凍みの道』所収）などに代表される暗喩的・象徴的な句風に発展。晩年は「宇宙感覚」と自ら呼ぶものを重視し、エジプト、中国への旅を重ねて「わが詩（うた）の仮幻に消ゆる胡砂の秋」「ナイル河の金の睡蓮ひらきけり」（ともに『仮幻』）などの句を得ている。

## 著書
- 秋風琴 句集 ユリイカ 1955
- 現代俳句の幻想者たち 三雲書店 1962
- 雪稜線 句集 秋発行所 1964 (秋新書)
- 空の渚 三雲書店 1964
- 操守 句集 牧羊社 1969 (現代俳句15人集)
- 達治のうた 三好達治（編著） 社会思想社 1969 (現代教養文庫)
- 俳句の作り方 明治書院 1970 (作法叢書)
- 現代俳句の世界 評論集 中央大学出版部 1972
- 高野谿 句集 東京美術 1972
- 秋琴帖 随筆集 皆美社 1973
- 川端茅舎 角川書店 1974
- 黒凍みの道 句集 牧羊社 1976
- 石原八束全句集 角川書店 1978.6
- 藍微塵 第八句集 五月書房 1979.3
- 現代句秀品抄 東門書屋 1979.3
- 三好達治 筑摩書房 1979.12
- 石原八束句集 芳林社 1980.7
- 風信帖 第9句集 永田書房 1981.9
- 定本秋風琴 牧羊社 1981.11
- 石原八束俳論集 永田書房 1981.12
- 定本断腸花 牧羊社 1982.3
- 風霜記 句集 白凰社 1983.3
- 白夜の旅人 句集 角川書店 1984.5 (現代俳句叢書)
- 稀れな仙客 角川書店 1984.11
- 八束唱三百句 四季出版 1986.2 (四季文庫)
- 石原八束集 人とその影 三一書房 1987.4 (俳句の現在)
- 駱駝の瘤にまたがって 三好達治伝 新潮社 1987.12
- 雁の目隠し 句集 角川書店 1989.4
- 現代句秀品批評 飯塚書店 1991.10
- 石原八束 自選三百句 春陽堂書店 1993.1 (俳句文庫)
- 俳句と文芸  飯塚書店 1993.3
- 幻生花 句集 飯塚書店 1994.8
- 石原八束 花神社 1995.5 (花神コレクション)
- 胸中山河 秀句を拾う 飯塚書店 1996.5
- 飯田蛇笏 角川書店 1997.2
- 仮幻 句集 朝日新聞社 1997.7 (「俳句朝日」句集シリーズ)
- 黒凍みの道 邑書林 1998.6 (邑書林句集文庫)
- 春風琴 句集 角川書店 2005.7